# David Shackleton
Sir David James Shackleton, CB (21 de noviembre de 1863 – 1 de agosto de 1938) fue un trabajador textil y sindicalista que se convirtió en el tercer diputado laborista de la historia del Reino Unido, tras la formación del Comité de Representación Laborista (LRC). Posteriormente trabajó como funcionario de alto rango.

## Biografía
Shackleton nació en Cloughfold, cerca de Rawtenstall, Lancashire. Comenzó a trabajar en la industria del algodón a la edad de nueve años. Ascendió en las filas del sindicato de tejedores de algodón hasta llegar a ser secretario general de la Asociación de Trabajadores de la Fábrica Textil. Fue concejal del Ayuntamiento de Darwen y miembro de la Cámara de Comercio de Blackburn.
Aunque los obreros del textil no se habían unido todavía al LRC, Shackleton fue nombrado como su candidato para las elecciones parciales celebradas en Clitheroe en 1902. Philip Snowden, que había sido considerado como candidato por el Partido Laborista Independiente, se retiró de la pugna. Los liberales y los conservadores también se retiraron, percibiendo el fuerte liderazgo de Shackleton. Así, fue elegido sin oposición el 1 de agosto de 1902. Los sindicatos de trabajadores textiles se afiliaron al LRC poco después. Shackleton ejerció como presidente del Partido Laborista Parlamentario durante un periodo de tiempo.
Fue elegido presidente del Trades Union Congress en 1906, manteniendo su poderosa posición en el movimiento sindical. En 1910, Winston Churchill le invitó a unirse a la función pública y Shackleton dejó el Parlamento. Ascendió rápidamente al rango de secretario permanente del nuevo ministerio de Trabajo y está considerado el primer hombre de orígenes de clase trabajadora en alcanzar tan alta posición.